# Хонштайн
Хонштайн (в русской исторической литературе обычно используется название Гонштейн; нем. Hohnstein) — город в Германии, в земле Саксония.
Подчиняется административному округу Дрезден. Входит в состав района Саксонская Швейцария. Население составляет 3519 человек (на 31 декабря 2010 года). Занимает площадь 64,61 км². Официальный код — 14 2 87 160.